# Cristoforo Damiata
Cristoforo I Damiata (Damietta, 781 – 827) è stato un vescovo bizantino, vescovo di Olivolo (Venezia) per due volte (797-810 e 813-?).

## Biografia
Originario della città di Damietta, era fratello del potente patrizio bizantino Narsete e del prefetto di Ravenna Longino. A soli sedici anni, nel 797 venne raccomandato da Niceforo, Grande Logoteta dell'imperatrice Irene e futuro basileus dei Romani, al Doge di Venezia Giovanni Galbaio per la nomina a vescovo di Olivolo, importante diocesi del Ducato di Venezia. L'atto cadeva però in un momento di aspra contesa politica tra la fazione favorevole all'alleanza con l'Impero bizantino e quella propendente per l'alleanza con l'Impero franco. A questa seconda fazione apparteneva il patriarca di Grado Giovanni IV, metropolita della Venezia, che osteggiò duramente Cristoforo e rifiutò di effettuare il rito di consacrazione, adducendo a motivazione la sua giovane età.

La nomina dei vescovi era però una prerogativa ducale e l'episodio costò a Giovanni IV la vita: alla prima occasione, infatti, il doge inviò a Grado il figlio e co-reggente Maurizio con la flotta per sbarazzarsi del patriarca, che venne gettato da una torre del proprio palazzo.
Il successore di Giovanni era però il suo stesso nipote Fortunato, anch'egli acerrimo avversario dei Galbaii, che continuò a rifiutare a Cristoforo l'ordinazione episcopale, venendo costretto così all'esilio. Nell'804 i Galbaii furono detronizzati ed esiliati e il partito filo-franco prese il potere nel Ducato. La sede di Cristoforo venne usurpata da un diacono di nome Giovanni e a quel punto Cristoforo scelse la strada dell'alleanza con il patriarca. Raggiunse Fortunato nel suo esilio alla corte di Carlo Magno, offrendosi di passare tra le file del partito filo-franco. La mossa ebbe successo: Giovanni venne arrestato e quando nell'805 il patriarca riprese il suo posto a Grado, Cristoforo riottenne sia il governo della propria diocesi, sia la regolare ordinazione a vescovo.
L'anno successivo, tuttavia, la situazione politica si ribaltò nuovamente per l'arrivo di una potente flotta bizantina al comando del patrizio Niceta. Il Ducato di Venezia proclamò la propria totale fedeltà all'impero orientale e Cristoforo venne condotto assieme agli altri capi del partito filo-franco ostaggio a Costantinopoli. Qui lo attendeva l'ira dell'imperatore Niceforo, che lo fece incarcerare.
Nell'810 gli succedette nella diocesi di Olivolo un altro vescovo a nome Cristoforo. Questo secondo Cristoforo rimase insediato sino all'813, quando il predecessore riuscì a rientrare da Costantinopoli e a reinsediarsi nuovamente sulla cattedra olivolense.
Morì, sembra, nell'827 quando già era vescovo Orso Partecipazio.